# Josh Sheehan
Josh Sheehan, né le 30 mars 1995 à Pembrey (en), est un footballeur international gallois qui évolue au poste de défenseur avec les Bolton Wanderers.

## Biographie

### Carrière en club
Il est formé à Swansea City, mais ne s'impose pas. Il est prêté à Yeovil Town en Newport County.
Le 5 janvier 2018, il rejoint Newport County.
Le 7 juin 2021, il rejoint Bolton Wanderers.

### Carrière en sélection
Il fait ses débuts pour l'équipe nationale galloise le 12 novembre 2020, lors d'un match contre les États-Unis.

## Palmarès

### Avec Bolton Wanderers
- Vainqueur de la EFL Trophy en 2023

### Distinctions individuelles
- Membre de l'équipe-type de EFL League Two en 2021.

- Membre de l'équipe-type de EFL League One en 2024 (EFL)[3].